# Patrick Lucey
Patrick Joseph Lucey (La Crosse, 21 marzo 1918 – Milwaukee, 10 maggio 2014) è stato un politico e ambasciatore statunitense. Fu il 38º governatore del Wisconsin dal 1971 al 1977 dopo essere stato vicegovernatore sotto Warren P. Knowles dal 1965 al 1967. Fu poi ambasciatore degli Stati Uniti in Messico dal 1977 al 1979.